# Spark-Renault SRT 01E
La Spark-Renault SRT_01E è una macchina da corsa progettata per gareggiare nel campionato di Formula E. La monoposto è  il risultato di una collaborazione di 10 mesi tra Spark Racing Technology, McLaren Electronic Systems, Williams Advanced Engineering, Dallara e Renault . L'auto sarà utilizzata fino alla fine del campionato di Formula E 2017-2018, poi sarà sostituita dalla SRT05e.

## Sviluppo
Lo sviluppo della vettura è iniziato nel settembre 2012. Lucas Di Grassi è stato nominato collaudatore ufficiale. il primo prototipo denominato Formulec EF01 presentava un telaio costruito dalla Mercedes AMG F1 e motori Siemens. L'auto è stata utilizzata per il video promozionale ufficiale e per le dimostrazioni nelle città ospitanti.
Il 1 ° novembre 2012, la McLaren Electronic Systems è stata annunciata come fornitrice del motore elettrico, la trasmissione e l'elettronica. L'organizzazione della Formula E ha ordinato 42 auto dalla Spark Racing Technology che ha collaborato con Dallara nota casa produttrice per telai di Formula 1.
La Michelin è stata annunciata come fornitore esclusivo di pneumatici il 28 marzo 2013. Il 15 maggio 2013 Renault è stata annunciata come partner tecnico della Spark Racing Technology. L'esperienza di Renault nei programmi Renault ZE (Zero Emission) e Formula 1 verrà utilizzata per lo sviluppo.  Lo stesso giorno, la Formula E ha presentato il design della Spark-Renault SRT_01E.
Il design della batteria era affidato alla Williams Advanced Engineering, parte del team di F1 Williams Martini Racing.
Al Salone di Francoforte, il 10 settembre 2013, la Spark-Renault SRT 01E è stata presentata dal presidente della FIA Jean Todt e dal CEO di Formula E Alejandro Agag.
Il 3 luglio 2014, sul circuito di Donington Park, in Inghilterra si è svolta la prima prova ufficiale dell'auto.
Questa generazione è stata caratterizzata da una grande varietà tecnologica, con vetture monomotore, bimotore, cambi da 1 a 5 marce.

## Specifiche tecniche

### Design
- Aerodinamica ottimizzata per facilitare i sorpassi
- Elevata sensibilità all'altezza di marcia e ampia gamma di possibilità di installazione delle sospensioni per affrontare le strade del centro città
- Costi minimi.
- Conforme alle norme di sicurezza FIA.

### Tecnologia
- Uso della più recente tecnologia
- Compromesso tra prestazioni e convenienza, ove possibile
- Uso estensivo di materiali compositi ma uso limitato delle fibra di carbonio più costose

### Dimensioni
- Lunghezza: 5.000 mm
- Larghezza: 1.800 mm
- Altezza: 1.250 mm
- Passo: 1.300 mm
- Peso complessivo: 888 kg

### Potenza
- Potenza massima (limitata) : 200 kW (272 CV )
- Modalità gara (risparmio energetico) : 150 kW (204 CV) nel 2014-15; 170 kW (231 CV) dal 2015 al 2017 e 180 kW (245 CV ) nel 2017-18.
- FanBoost : 30 kW aggiuntivi (40 hp)
- Rapporto potenza / peso : 0,30 CV / kg.

La massima potenza sarà disponibile durante le sessioni di prova e di qualifica. Durante le gare, la modalità di risparmio energetico verrà applicata con il sistema "Push-to-Pass" che consente temporaneamente la massima potenza per un periodo di tempo limitato. La quantità di energia che può essere erogata al Motor Generator Unit (MGU) dal sistema di accumulo dell'energia ricaricabile (RESS) è limitata a 30 kWh. Questo sarà monitorato dalla FIA.

### Performance
- Accelerazione : 0-100 km/h in 3 secondi.
- Velocità massima : 225 km/h

### Motori
- MGU della McLaren Electronic Systems
- È consentito un massimo di due MGU
- Le MGU devono essere collegate solo all'asse posteriore
- L'uso del controllo di trazione è vietato

### Sistema di accumulo dell'energia ricaricabile
Un sistema di accumulo dell'energia ricaricabile (RESS) è un sistema progettato per spingere la macchina attraverso il motore elettrico. Per conformarsi devono essere:
- Standard FIA
- Il peso massimo delle celle della batteria e/o del condensatore del RESS non deve essere superiore a 200 kg
- Tutte le celle della batteria devono essere certificate per gli standard di trasporto delle Nazioni Unite come requisito minimo

### Telaio
Le caratteristiche dell'auto:
- Telaio e cellula di sopravvivenza: Struttura a nido d'ape in alluminio / carbonio
- Ala anteriore e posteriore: strutture in carbonio e stile Aero
- Carrozzeria - Carbonio - Strutture a nido d'ape in Kevlar

### Cambio
- Cambio sequenziale Hewland a leva
- Rapporti di trasmissione fissi per ridurre i costi

### Freni
- Standard due sistemi idraulici separati, azionati dallo stesso pedale
- Il materiale dei freni è a libera scelta
- La sezione di ciascun pistone della pinza deve essere circolare

Il corpo delle pinze deve essere realizzato in lega di alluminio

### Ruote e pneumatici
- Pneumatici da 18 "battistrada Michelin per l'utilizzo su asciutto e bagnato
- Dimensioni della ruota specifiche per il campionato
- Ruote in magnesio OZ Racing.

### Elettronica
- ECU / GCU della McLaren Electronics con sistema di registrazione dei dati
- Unità di gestione dell'alimentazione
- Pre-equipaggiamento per acquisizione dati CAN
- Sistema di marshalling FIA
- Ricevitore Beacon
- La telemetria non è consentita

### Sospensione
- Doppi bracci trasversali in acciaio, asta di spinta, doppi ammortizzatori e barre di torsione sospensione (anteriore) e sospensione a molla (posteriore)
- Altezza di marcia regolabile, camber e punta
- Ammortizzatori Koni a due vie (anteriori) / a quattro vie (posteriori)
- Barra antirollio regolabile (anteriore / posteriore)

### Sistema di guida
- Sistema di sterzo a pignone e cremagliera non assistito (è consentita l'assistenza alla potenza)
- Volante con cruscotto, display marshalling, cambio marcia e paddle frizione

### Sicurezza
- Norme di sicurezza FIA incluse: prove d'urto anteriori, laterali, posteriori e sul piantone dello sterzo
- Cerchione anteriore e posteriore, strutture di impatto e test di spinta monoscocca
- Pannelli di protezione delle cellule di sopravvivenza anti-intrusione
- Cavi di sicurezza del fermo ruota
- Sistema di estintori (azionato elettronicamente)